# Dnd (PLATO)
『dnd』（ディーエヌディー）は、南イリノイ大学のGary WhisenhuntとRay Woodによって制作されたコンピュータRPGである。dndという名称は、1974年に初版が発行されたテーブルトークRPGの原点「ダンジョンズ&ドラゴンズ」の略称DND（D&D）に由来する。メインフレームを用いた教育支援システム、PLATO用のプログラム言語「TUTOR」が使われている。
本作の制作期間は1974年から1975年にかけてであり、1976年から1985年にかけては、アイオワ州立大学のDirk Pellettとイリノイ大学 Flint Pellettによってゲームの増強が行われた。
dndは、「ボス」と後に呼ばれるゲーム上の要素を取り入れた最初の双方性ゲームであることで有名である。

## 起源
dndはPLATOに書き込まれた三つ目のダンジョンクロールゲームとして知られる。pedit5として一番目に知られるゲームは、製作されてからわずか数ヶ月で削除された。
二番目に知られるm199hは、外国語指導のために確保されていた「レッスンユニット」(つまり固定ドライブ内のスペース)上で作成された。ドライブ内の不正なプログラムは発見されるとすぐに、同様に削除された。
dndは、ダンジョンゲームという明白な目的のために最初にPLATO上に作られたレッスン・スペースだった。
なお、DNDという名前（大文字）を持ちPLATO版dndの多くの特徴を使っていた類似のゲームは、Daniel LawrenceによってBASICでPDP-10に書き込まれ、1977年ごろに公開された。
このもう一つのゲームはのちにテレンガードとして手直しされて再度公開された。

## ゲーム内容
dndでは、プレイヤーはキャラクターを作り、それから二つの究極の財宝である聖杯と宝玉を探しに複数階層のWhisenwood Dungeon（二人の姓の組み合わせに由来）へ入り探検する 。ゲームではプレイヤーにダンジョンを俯瞰視点で表示し、なおかつダンジョン&ドラゴンズの多くの基本的な要素を提供していた。 Whisenwood Dungeonは多様な迷路状の平面図で構成されており、プレーヤーが各平面を完成するとともに、次に向かって前進することを許されるが、プレイヤーは以前の平面迷路に戻りダンジョンから離脱することができ、dndというゲームを完全に非線形の進行方式の最初期のビデオゲームにしていた。
プレーヤーは平面図を完成するとともに、究極の財宝を見つける探索の手助けとなる、新しい呪文や武器、およびアイテムを得られる。
転送装置はキャラクターをダンジョンの平面の間に運ぶ（特にExcelsiorTransporterはPLATO版に登場する）。宝玉を守る黄金竜を含む高位の怪物は、各ダンジョンの終わりに出現する。
ダンジョンから離脱することは、キャラクターを回復させて呪文を復活し後で探索に復帰することを可能にした。

## バージョン
後の修正版では、異なる財宝を守護する（泉を守護する死神のような）異なる被造物と共に、洞窟や墓といったようなダンジョンを追加し、プレーヤーは、勝ち取るべき宝玉および聖杯の両方を得なければならなくなった。
さらに、様々なタイプの多種多様な宝はゲームのオリジナルの画像表示に加えられたそれらのアイコンと共にこの数年にわたって加えられた。
また、avatar, oubliette, baradur, moria, dndworld, bnd, and sorceryといった後のPLATOゲームは、それら独自の革新的な特徴を加えると同時に、dndから（そして互いに）多大な影響を受けていた。
このゲームはPLATO上で大きな人気が証明され、今日でもNovaNET system と Cyber1でプレイが続けられている。また、この記事で言及されたゲームはCyber1でプレイできる（Cyber1は1980年代中盤のPLATOシステムを復刻したものである）。
dndバージョン5.4およびdnd 8は、両方とも2010年12月10日時点でCyber1システムで利用可能である。ゲームはダーク・ペレットによって磁気テープから修復され、現在のTUTOR言語基準に合わせてある。